# Aceratium parvifolium
Aceratium parvifolium är en tvåhjärtbladig växtart som beskrevs av Schlechter. Aceratium parvifolium ingår i släktet Aceratium och familjen Elaeocarpaceae. Inga underarter finns listade i Catalogue of Life.